# Zemanova kavárna a cukrárna
Zemanova kavárna a cukrárna, původně Kavárna a cukrárna Josef Sedláček, je podnik v památkově chráněné funkcionalistické stavbě v Brně-střed, označovaný za nejstarší stále fungující kavárnu v městě.

## Historie

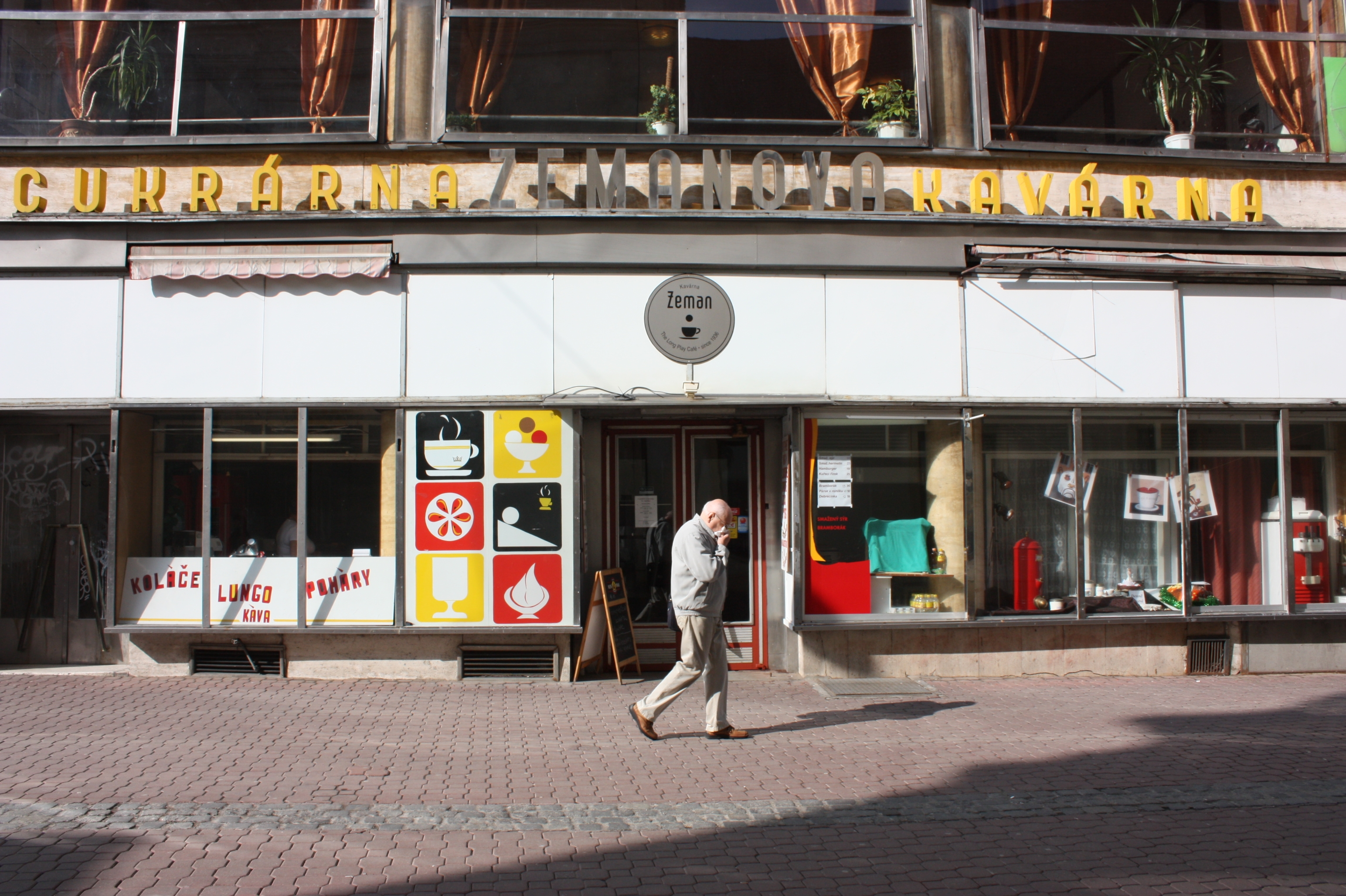
Fasáda kavárny před rekonstrukcí

Historie budovy je spjata s cukrářem Josefem Sedláčkem (1878–1945), původem z Ivančic, který provozoval od 20. listopadu 1906 cukrárnu na adrese Josefská 2 v budově Huga Ftáčníka, a dodával cukrovinky také do kavárny Alcron v Hotelu Padowetz. V letech 1933 až 1936 si společně se svým bratrem či synem Vilémem nechal Sedláček hned vedle postavit nájemní dům s výrobnou v suterénu, kuřárnou v mezipatře, cukrárnou v přízemí a kavárnou v prvním patře a dalšími čtyřmi patry obytných prostor. Budovu na místě zbořeného domu s prodejnou prádla a vlněného zboží Gustava Koritschonera postavila firma Eduarda Hlobila podle návrhu brněnského architekt židovského původu Vítězslava Korna (1906–?) ve funkcionalistickém stylu. Vzhled interiéru měl navrhnout Karel Růžička. Růžička byl autorem také interiéru kavárny Bellevue a interiéru parfumerie a Dorotíkovy cukrárny v Domě Convallaria. Podnik označovaný v reklamě jako cukrárna a tea room či nejrozsáhlejší, nejelegantnější a nejmodernější toho druhu, otevřel 30. ledna 1937. Z počátku podnik nabízel nejjemnější druhy tuzemských i švýcarských čokolád, bonbonů, kakaa či teplou čokoládu, kakao a čaj, později se z něj stala cukrárna a kavárna provozovaná i syny Sedláčka. Po druhé světové válce byl podnik Sedláčkovi zabaven kvůli údajné kolaboraci s Němci a později znárodněn, přičemž národním správcem firmy byl Vladimír Píža (1910–?). Žena Matylda, bratr a děti Josefa Sedláčka po válce emigrovali do Německa. V roce 1948 se podnik přejmenoval na Cukrárnu na Josefské, od roku 1949 byla cukrárna začleněna do národního podniku Československé hotely. Do podniku roku 1948 nastoupil jako cukrářský učeň Adolf Zeman (1933–2023), který se postupně vypracoval na pozici vedoucího a od 60. let 20. století řídí podnik. Roku 1950 došlo k rozšíření provozovny do vedlejšího domu č. 2. Dne 22. září 1950 byl otevřen v cukrárně mléčný bar. Na objednávku podniku Restaurace a jídelny Brno I vznikl výtvarný návrh průčelí od architekta Otmara Daňka. Roku 1990 si Zeman kavárnu pronajal a přejmenoval, avšak v dalších letech se návštěvnost podniku snižovala. Z toho důvodu Adolf Zeman v roce 2008 navázal spolupráci s občanským sdružení Studio 19, které se postaralo o částečnou rekonstrukci interiéru, očištění prostoru a modernizaci provozu. V roce 2012 opravilo město fasádu budovy a prostranství před ní podle návrhu architektů Roberta Ševčíka a Jiřího Slaného. Od roku 2022 se snaží cukrárnu kulturně oživit její kreativní manažerka Kristýna Kyánková.

### Dobová reklama

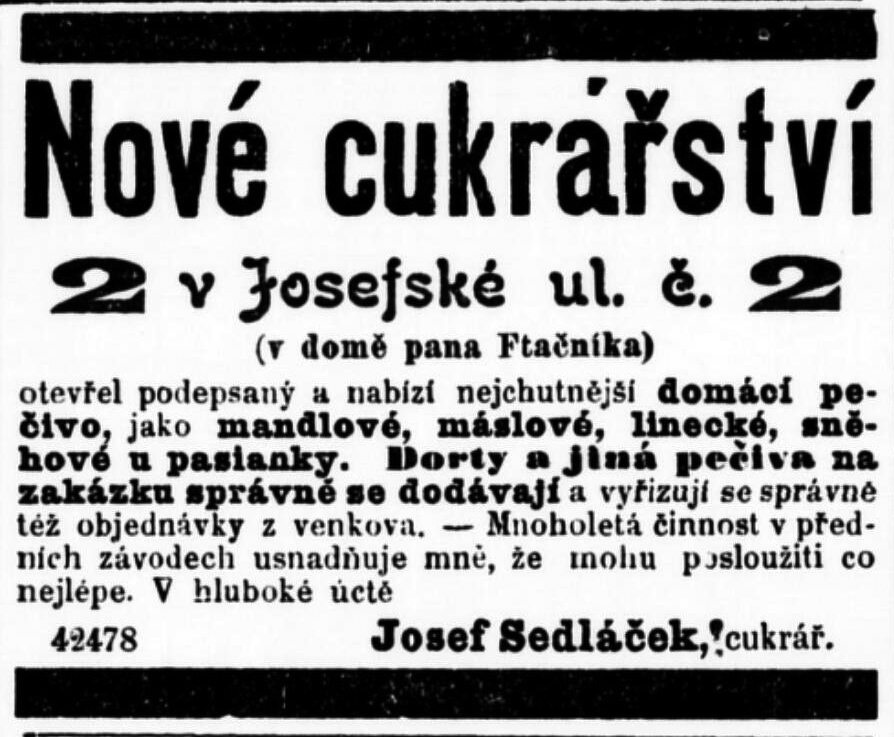
Oznámení o otevření cukrárny na Josefské 2 roku 1906.
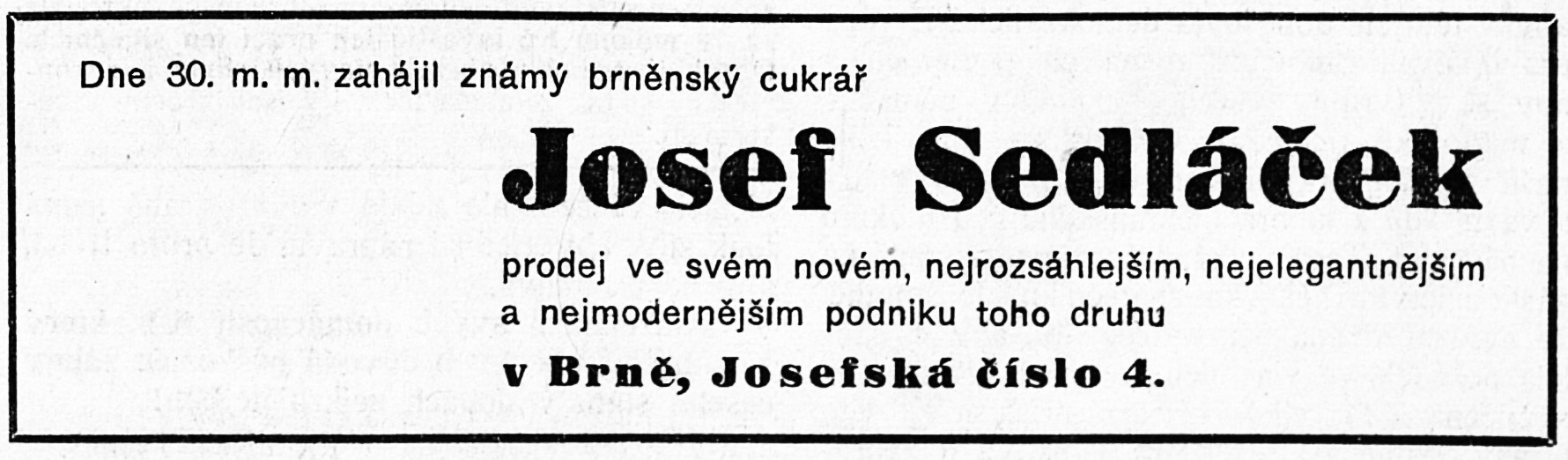
Oznámení o otevření nové prodejny na Josefské 4 z roku 1937.
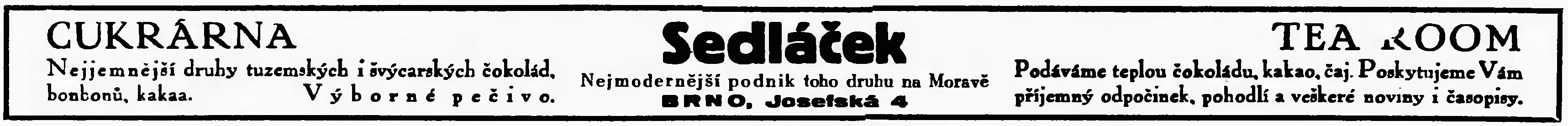
Reklama cukrárny a tea room s nabídkou z roku 1937.
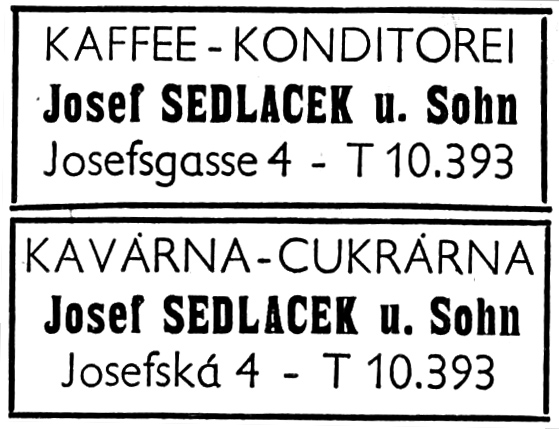
Dvojjazyčná reklama cukrárny a kavárny z roku 1942.
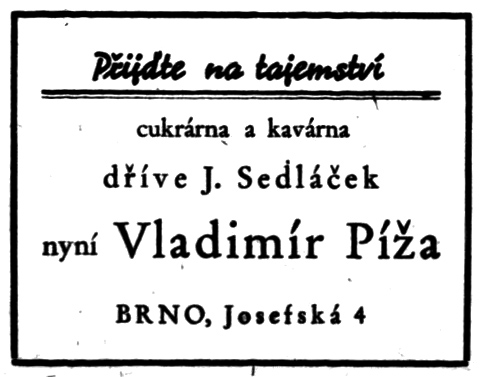
Reklama z roku 1947 na produkt Tajemství v již znárodněné cukrárně a kavárně.

## Architektura

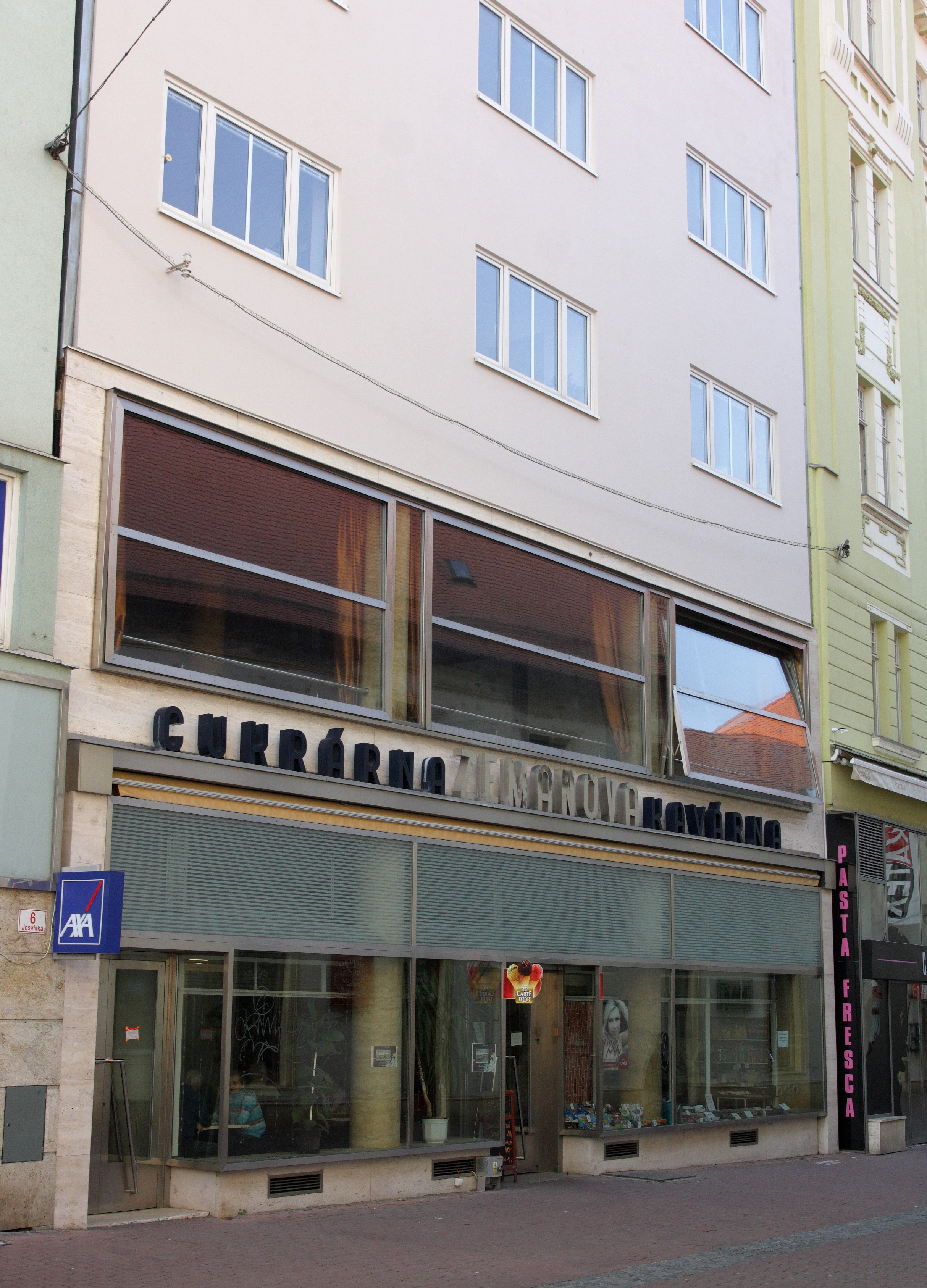
Dům čp. 493/4 s cukrárnou v přízemí

Budova je řadovým šestipodlažním bytovým domem navrženém v Mezinárodním stylu. Tříosé průčelí domu je nečleněné, výrazný dvoupatrový parter je obložen travertinem a výlohy v něm jsou lemovány nerezovými rámy, přičemž v druhém podlaží se nachází tři výkyvné výkladce. Uprostřed parteru je výsuvná markýza a nad ní nápis CUKRÁRNA ZEMANOVA KAVÁRNA. Do bytů se vstupuje chodem po levé straně, cukrárna má vlastní portál v ose domu. V interiéru cukrárny jsou dochovány některé původní prvky jako mramorová dlažba, prodejní pulty, svítidla, chromované zábradlí, obklady a schodiště z onyxového mramoru, sloupy z umělého kamene, šatna v mezipatře, jídelní výtah a obklady včetně posuvných dveří a několika kusů nábytku pokrytých červenou dýhou (nejspíše thuje). Zbytek mobiliáře je mladší, v přízemí se nachází čalouněné sedačky s laminovanými dřevotřískovými prvky, které napodobují původní obložení. V patře cukrárny jsou rozmístěny stolky ze zeleného mramoru, kolem kterých jsou zaoblené sedačky či samostatná křesla.